# Glückauf Erbstollen
Der Glückauf Erbstollen, auch Glückauf Erbstolln, ist ein ehemaliger Erbstollen in Brünninghausen. Mit fünf Kilometern war der Stollen der längste Erbstollen im Dortmunder Süden. Zudem war er der bedeutendste Erbstollen im Dortmunder Bereich. Er reichte von Dortmund in südlicher Richtung bis in das Ardeygebirge. Der Stollen wurde auch Glückaufer Erbstollen oder nach seinem Besitzer auch Romberg Erbstollen genannt.

## Geschichte

### Die Anfänge
Seit 1616 gewann die Familie von Romberg rund um Schloss Brünninghausen Steinkohlen. Zur Entwicklung ihrer Zeche Glückauf und zur Ableitung des Grubenwassers war das Anlegen eines zusätzlichen Stollens erforderlich. Im Jahr 1752 wurde der tiefe Stollen durch Herrn von Romberg angelegt. Das Stollenmundloch des Stollens befand sich am südlichen Emscherufer, 350 Meter westlich der heutigen Ardeystraße. Der Stollen wurde nach Süden in Richtung des Ardeygebirges aufgefahren. Im Jahr 1757 wurde das Flöz Nr. 2 gelöst. Am 15. August des Jahres 1769 wurde dem Glückauf Erbstollen das Erbstollenrecht verliehen. Gleichzeitig wurde der bis dahin als Tiefer Stolln bezeichnete Stollen umbenannt in Glückauf Erbstolln. Im Jahr 1784 war der Erbstollen in Betrieb und ab dem Jahr 1797 wurde er weiter aufgefahren.

### Der weitere Betrieb bis zur Stilllegung
Im Jahr 1801 erreicht der Erbstollen eine Länge von 710 Lachtern. Ab dem Jahr 1820 war er zunächst in Betrieb und in den Jahren 1824 und 1825 wurde er durch die Zeche Storksbank weiter aufgefahren. Im Jahr 1827 wurde in den Unterlagen des Märkischen Bergamtes vermerkt: „Glückauf Erbstolln voll in Betrieb“. Im selben Jahr wurde im Stollen auch Abbau betrieben. Ab 1831 wurde der Stollen weiter aufgefahren. Am 1. August des Jahres 1835 wurde der Erbstollen verstuft, anschließend wurde der Stollen auf Kosten der Gewerken der Zeche Blankenburg weiter aufgefahren. Im Anschluss daran wurden um die Berechtsame bis zum Jahr 1842 mehrere Prozesse geführt, speziell mit den Eigentümern der Zeche Storksbank. Im Jahr 1838 wurde der Stollen weiter aufgefahren, es wurden etwa 500 preußische Tonnen Steinkohle aus dem Erbstollen gefördert.
Im Jahr 1840 wurden etwa 604¼ preußische Tonnen Steinkohle aus dem Erbstollen gefördert, der Stollen wurde weiter aufgefahren. Im Jahr 1842 wurden die Grubenfelder Glücksanfang 1–3 gelöst sowie über ein Flügelort das Grubenfeld der Zeche Wiendahlsnebenbank. Im Jahr 1843 wurde die Zeche Johannes Erbstollen und die Zeche Güldene Sonne gelöst. Im Jahr 1845 wurde der Stollen weiter in Richtung „Kragen Haus“ vorgetrieben. Im ersten Halbjahr des Jahres 1846 wurden 175 preußische Tonnen Steinkohle aus dem Erbstollen gefördert. Im Jahr 1849 erreicht der Erbstollen eine Länge von 2200 Lachtern. Im Jahr 1850 hatte der Erbstollen bereits mehrere Schächte, unter anderem die Schächte Abraham und Carolina, sowie mehrere Lichtlöcher und den Versuchsschacht Neptun. Im selben Jahr wurde der Erbstollen von der Zeche Glückauf übernommen, die Berechtsame wurde umbenannt in Zeche Glückauf & Erbstolln. Etwa um das Jahr 1880 wurde der Erbstollen stillgelegt.